# Yogi Berra
Lawrence Peter Berra (nacido Lorenzo Pietro Berra; San Luis, Misuri, 12 de mayo de 1925-Montclair, Nueva Jersey, 22 de septiembre de 2015), más conocido como Yogi Berra, fue un beisbolista, mánager y entrenador estadounidense. Jugaba en la posición de cácher y desarrolló la mayor parte de su carrera en los New York Yankees de las Grandes Ligas de Béisbol (MLB).
Considerado como uno de los mejores cáchers de la historia, Berra fue dieciocho veces All-Star, tres veces MVP de la Liga Americana y ganó diez títulos de la Serie Mundial. Es el jugador que más campeonatos mundiales ha ganado en toda la historia de la MLB.

## Biografía
Berra nació como Lorenzo Pietro Berra en The Hill, un barrio principalmente italiano de San Luis, el 12 de mayo de 1925. Sus padres eran inmigrantes italianos: Pietro y Paolina (de soltera  Longoni) Berra.  Pietro era originario de Malvaglio, cerca de Milán; llegó a Ellis Island el 18 de octubre de 1909, a la edad de 23 años.  En una entrevista de 2005 para el Salón de la Fama del Béisbol, Berra dijo: «Mi padre vino primero. Venía de mi país natal. Y no sabía lo que era el béisbol. Estaba listo para ir a trabajar. Y luego tuve otros tres hermanos y una hermana. Mi hermano y mi madre vinieron después. Mis dos hermanos mayores nacieron allí: Mike y Tony. John, mi hermana Josie y yo nacimos en San Luis».
Los padres de Berra le pusieron originalmente el apodo de "Lawdie", derivado de la dificultad de su madre para pronunciar correctamente "Lawrence" o "Larry". Creció en la Avenida Elizabeth, frente a su amigo de la infancia y posterior competidor, Joe Garagiola. Esa cuadra también fue el hogar de Jack Buck al principio de su carrera como comentarista de los Cardinals, y posteriormente fue rebautizada como "Hall of Fame Place". Berra era católico  y asistió a la escuela South Side Catholic, ahora llamada St. Mary's High School, en el sur de San Luis, junto con Garagiola. Berra dejó la escuela después del octavo grado por su deseo de trabajar y contribuir a la economía familiar. Fue incluido en el Paseo de la Fama de San Luis.
Comenzó a jugar béisbol en las ligas locales de la Legión Americana, donde aprendió los fundamentos de la recepción jugando tanto en los jardines como en el cuadro. Mientras jugaba en la Legión Americana, recibió el apodo de "Yogi" de su amigo Jack Maguire, quien, tras ver un noticiero sobre la India,  dijo que parecía un yogui de la India cada vez que se sentaba con los brazos y las piernas cruzados esperando batear o con cara de tristeza después de perder un partido.
A los 18 años entró a la armada de los Estados Unidos por lo que participó en la Segunda Guerra Mundial y combatió en el Desembarco de Normandía.

## Trayectoria

### Ligas menores
En 1942, los Cardenales de San Luis descartaron a Berra y optaron por su mejor amigo de la infancia, Joe Garagiola. A primera vista, los Cardenales parecían pensar que Garagiola era el prospecto más prometedor, pero el presidente del equipo, Branch Rickey, en realidad tenía un motivo oculto. Rickey ya sabía que dejaría San Luis para hacerse cargo de la operación de los Dodgers de Brooklyn y estaba más impresionado con Berra de lo que dejaba entrever; al parecer, había planeado retrasarlo hasta que pudiera ficharlo para los Dodgers.  Sin embargo, los Yankees ficharon a Berra por el mismo bono de $500 ($9,600 en dólares actuales) que los Cardenales le ofrecieron a Garagiola antes de que Rickey pudiera ficharlo con los Dodgers. Berra jugó para los Norfolk Tars en 1943.

### Segunda Guerra Mundial
Berra se unió a la Armada de los Estados Unidos en 1943 y sirvió como artillero en el transporte de ataque USS Bayfield durante el desembarco de Normandía.  Berra, marinero de segunda clase, era uno de los seis tripulantes de un barco cohete de la Armada, disparando ametralladoras y lanzando cohetes contra las defensas alemanas en la playa de Omaha. Resultó herido y recibió la medalla del Corazón Púrpura. Durante una entrevista en el 65.º aniversario del Día D, Berra confirmó que también fue enviado a la playa de Utah durante la invasión del Día D.  Sus registros militares fueron quemados en el incendio de los Archivos de San Luis en 1973.
Tras la Operación Dragoon, fue enviado a Túnez antes de regresar a Estados Unidos en enero de 1945 y ser destinado a la Base Naval Submarina de New London. Durante su estancia allí, jugó en el equipo de béisbol semiprofesional de la base. También sobornó a los guardias para que le permitieran escabullirse de la base y jugar con los Chiefs de Cranston, Rhode Island, por 50 dólares por partido bajo un nombre falso, ya que ya había firmado con los Yankees.  Fue dado de baja honorablemente en mayo de 1946.
Tras su servicio militar, Berra jugó béisbol de ligas menores con los Newark Bears, sorprendiendo al mánager del equipo con su talento a pesar de su baja estatura.  Su mentor fue Bill Dickey , miembro del Salón de la Fama, cuyo número de uniforme adoptó Berra. Más tarde dijo: «Le debo todo lo que hice en el béisbol a Bill Dickey».

### Ligas mayores
Berra fue llamado a los Yankees y jugó su primer juego el 22 de septiembre de 1946; jugó 7 juegos esa temporada y 83 juegos en 1947. Jugó en más de cien juegos en cada uno de los siguientes 14 años. Berra apareció en 14 Series Mundiales, incluyendo 10 campeonatos de la Serie Mundial, ambos son récords. En parte debido a que la carrera como jugador de Berra coincidió con el período más consistente de participación de los Yankees en la Serie Mundial, estableció récords de la Serie por la mayor cantidad de juegos (75), turnos al bate (259), hits (71), dobles (10), sencillos (49), juegos atrapados (63) y outs del receptor (457). En el Juego 3 de la Serie Mundial de 1947, Berra conectó el primer jonrón de un bateador emergente en la historia de la Serie Mundial,  contra el lanzador de los Dodgers de Brooklyn, Ralph Branca (quien luego permitió el famoso Shot Heard 'Round the World de Bobby Thomson en 1951).
Berra fue un All-Star durante 15 temporadas,  y fue seleccionado para 18 Juegos de Estrellas (MLB celebró dos Juegos de Estrellas entre 1959 y 1962).  Ganó el premio al Jugador Más Valioso de la Liga Americana (AL) en 1951, 1954 y 1955; Berra nunca terminó por debajo del cuarto lugar en la votación al Jugador Más Valioso de 1950 a 1957.  Recibió votos al Jugador Más Valioso en 15 temporadas consecutivas, empatado con Barry Bonds y solo superado por las 19 temporadas consecutivas de Hank Aaron con apoyo al Jugador Más Valioso.  De 1949 a 1955, en un equipo lleno de estrellas como Mickey Mantle y Joe DiMaggio, fue Berra quien lideró a los Yankees en carreras impulsadas durante siete temporadas consecutivas.  Probablemente el juego más notable de la carrera como jugador de Berra se produjo cuando atrapó el juego perfecto de Don Larsen en la Serie Mundial de 1956, el primero de sólo tres juegos sin hits y el único "perfecto"  lanzado en la postemporada de la MLB.  La imagen de Berra saltando a los brazos de Larsen después del tercer strike cantado por Dale Mitchell para terminar el juego es una de las imágenes más memorables del deporte.

### Estilo de juego
Berra se caracterizó por ser un catcher hablador dentro del campo, pues conversaba asiduamente con los bateadores. Además, tenía un trato franco con los pitchers de acuerdo a su temperamento. Al bate Yogi era difícil de ponchar (en 1950, solo lo sacaron 12 veces en 597 turnos) y un experto en dar hit a lanzamientos malos.
Con los Yankees, Berra logró una carrera fructífera: fue tres veces jugador más valioso de la Liga Americana (1951, 1954 y 1955), tuvo catorce apariciones en serie mundial y fue quince veces elegido al juego de las estrellas, entre otros.

### Mánager y entrenador
En 1964 se convirtió en mánager de los Yankees. Logró obtener el banderín de la liga, pero perdió la serie mundial frente a los Cardenales de San Luis en siete juegos. El año siguiente pasó a los Mets de New York como jugador y entrenador. Su último turno al bate fue el 9 de mayo de 1965, tres días antes de cumplir 40 años. Berra permaneció con los Mets como entrenador bajo las órdenes de Stengel, Wes Westrum, Salty Parker y Gil Hodges durante las siguientes siete temporadas, incluyendo la temporada del Campeonato de la Serie Mundial de 1969. Posteriormente, se convirtió en mánager del equipo en 1972, tras el inesperado fallecimiento de Hodges durante los entrenamientos de primavera. Con ellos logró, la temporada siguiente, el banderín de la división; a pesar de que en el último mes estaban en último lugar. Tuvo otro regreso a los Yankees como mánager a finales de 1976, otro en 1984 y parte de 1985. Desde 1986 a 1992, fue entrenador de los Houston Astros.

## Citas famosas
Se hizo conocido también por su peculiar forma de expresar la realidad del béisbol y por la filosofía con que resumía una serie de situaciones de la vida cotidiana. En este sentido creó frases que parecen jocosas, muy repetidas y aplaudidas por los aficionados, como aquello de:

Esto no se acaba hasta que se acaba.

Y como esta, un gran número de malapropismos y de contradicciones paradójicas que entrañan toda una filosofía de vida.
Él mismo comentó en el libro Bartlett's Famous Quotations: "Cuando me siento a cenar con la familia, simplemente salen cosas. Y mis hijos me dicen 'Papá, acabas de decir otra' Y yo ni siquiera sé qué carambas dije..." Pero la realidad es que su nombre aparece casi tantas veces en los libros citando sus frases como lo hace en los libros de récords del béisbol.